# George Albert Smith (réalisateur)
Pour les articles homonymes, voir George Albert Smith, George Smith et Smith.
George Albert Smith est un réalisateur, producteur et inventeur britannique, né le 4 janvier 1864 à Londres et mort le 17 mai 1959 à Brighton (Sussex de l'Est).
Inventeur en 1906, avec le soutien financier de Charles Urban, du procédé de film en couleurs Kinémacolor qui a eu son heure de gloire et a sans doute inspiré les inventeurs du Technicolor, il fait partie de l'École de Brighton, courant cinématographique britannique. Son influence esthétique sur les cinéastes américains et européens est primordiale, bien que lui-même n'ait jamais été conscient de son importance sur ce plan, privilégiant plutôt son invention du Kinémacolor.

## Biographie

### Débuts prometteurs
George Albert Smith est né à Londres en 1864, à Cripplegate, un quartier aujourd’hui reconstruit après sa destruction totale pendant les bombardements allemands de 1940-1941 (le Blitz). Après la mort de son père, Charles Smith, sa mère s’installe avec son fils à Brighton, célèbre station balnéaire du sud de l’Angleterre (Sussex de l'Est), où elle s’occupe d’une pension de famille. Au début des années 1880, George Albert Smith se fait remarquer très jeune comme hypnotiseur. Puis il monte avec un partenaire un spectacle de télépathie au grand Aquarium de Brighton, ce qui lui permet d’adhérer à la Société de recherches psychiques (Society for Psychical Research), qui s’intéresse aux manifestations paranormales. Il en devient même le secrétaire pendant cinq ans. 
En 1892, à 28 ans, il obtient  la gestion des St. Ann’s Well Gardens, le Parc floral de Hove (ville jumelle de Brighton). Sa contribution dans le renouvellement des attractions proposées au public du parc est éclectique et pleine d’imagination : envol de montgolfières, exhibition de singes en cages, sauts en « parachute », diseuse de bonne aventure, une grotte où l’on peut admirer un ermite, et surtout des projections de photographies sur verre avec un duo de lanternes magiques qui autorise les dissolving views, les fondus enchaînés entre chaque photographie. En France, c’est Georges Méliès qui aura l’idée de transposer au cinéma l’effet du duo de lanternes, Georges Méliès qui va nouer des liens étroits avec ses amis anglais. Mais en 1896, Georges Méliès, aussi bien que George Albert Smith, qui connaissent déjà les films de cinéma venus des États-Unis, réalisé par William Kennedy Laurie Dickson pour Thomas Edison et que l'on visionne individuellement sur les kinétoscopes, viennent aussi de découvrir la projection sur écran en assistant à une séance de projection de « vues photographiques animées » des frères Lumière. Pour l’un comme pour l’autre, c’est une révélation. George Albert Smith s’aperçoit alors que cette activité existe déjà en Angleterre, sous la houlette de Robert W. Paul qui organise, un mois seulement après celles des industriels lyonnais, des projections de films au format Edison (35 mm à 2 jeux de 4 perforations rectangulaires par photogramme). Les frères Lumière, qui ne veulent pas être poursuivis pour contrefaçon par l’inventeur et industriel américain, utilisent un film différent au format Lumière (35 mm à 2 jeux de 2 perforations rondes par photogramme, un format qui sera abandonné par la suite). Edison avait concédé par contrat l’autorisation à diverses sociétés britanniques d’exploiter la machine à visionner ses films et le premier Kinetoscope Parlor en Europe fut ouvert à Londres le 17 octobre 1894, qui rencontra immédiatement le même succès public qu’à New York ou dans d’autres grandes villes américaines. Edison ayant commis l’imprudence de ne pas protéger à l’étranger sa machine (qui pour lui n’était qu’un premier pas - provisoire - vers son but : coupler l’image et le son), deux commerçants anglais demandèrent à Robert William Paul de fabriquer pour eux des contrefaçons de l'appareil. R. W. Paul accepta, remplit son contrat puis s’attela pour son compte à la commercialisation de kinétoscopes piratés. Et c’était pour alimenter en films originaux ces machines de contrebande que R. W.  Paul était devenu le premier réalisateur de films britannique.
De son côté, George Albert Smith fait la connaissance d’un droguiste de Brighton, James Williamson, qui tient une boutique de fournitures pour photographes (plaques photosensibles, révélateur, fixateur, etc). Ils s’associent pour financer la construction d’un modèle de caméra qui va leur permettre de faire eux-mêmes des films, encouragés en cela par R. W. Paul. Tandis que James Williamson étudie et met au point des installations pour développer des pellicules 35 mm, George Albert Smith transforme un pavillon thermal en laboratoire de cinéma, développement et tirage de copies. Suit bientôt un appareil de projection maison qui fait des deux hommes les premiers cinéastes britanniques après R. W. Paul. Mais ils produisent et réalisent séparément leurs films.

### Innovations
Le 29 mars 1897, George Albert Smith ajoute des films à son programme de projections de vues photographiques fixes. C’est ainsi que paraissent ses premiers films, très influencés par ce qu’apporte Georges Méliès avec ses « tableaux », ainsi qu’il nomme ses prises de vues, où l’on retrouve l’ambiance des numéros de variétés au music-hall. Un certain Charles Urban, réalisateur américain venu s’installer à Brighton en cette année 1897, achète ses films par le biais de sa société, la Warwick Trading Company. L’Américain organise même des séances où sont présentés conjointement des films de G. A. Smith et de G. Méliès. C’est ainsi qu’en 1899, grâce à l’appui financier de Charles Urban, G. A. Smith fait construire, à l’imitation de Méliès, un studio de prises de vues animées entièrement vitré, dans le parc floral de Hove, qu’il continue à diriger en plus de sa nouvelle activité de cinéaste .

### Les Rayons X(1897)
C'est un des premiers films à effets spéciaux. Il emploie l'effet arrêt de caméra déjà utilisé dès 1895 par un réalisateur de l'équipe de Thomas Edison, William Heise, et repris en 1896 par Georges Méliès dans une bonne partie de ses réalisations, dont son célèbre Escamotage d'une dame au théâtre Robert-Houdin.

### Le Baiser dans un tunnel(1899)
Il se permet de jouer dans l’un de ses films, The Kiss in the Tunnel, en compagnie de Mme G. A. Smith, la comédienne Laura Bayley. Avec ce film, il s’écarte totalement des univers de Louis Lumière et de Georges Méliès. D’abord, il aborde le sujet délicat des rapports amoureux, même s’il ne s’agit que d'un baiser sur la bouche. Rappelons qu’en ces années « victoriennes », tout ce qui touche au sexe est considéré comme obscène. Un baiser public projeté sur grand écran représente un spectacle osé pour l'époque. Mais surtout, avec son film, G. A. Smith essaye ce qu’aucun de ses confrères n’a encore jamais fait : il effectue un montage de deux plans, qui n'est pas un simple bout à bout par commodité de projection.
- L’un des plans est emprunté à un collègue britannique, Cecil Hepworth, qui a eu l’idée de créer un effet tout nouveau à l’époque et stupéfiant pour les spectateurs, qu’il a baptisé Phantom train ride (course du train fantôme). Il a disposé sa caméra sur un wagon-plateforme, poussé par une locomotive et a filmé la course, agrémentée par le croisement d’un autre train, puis l’entrée et la sortie d’un tunnel (plongeant l’image dans le noir, puis lui redonnant la lumière du jour). La course de la locomotive se transforme en une sorte de survol de la voie de chemin de fer par une entité non identifiable, puisque le cadre de l‘image ne comporte aucun accessoire qui pourrait révéler que la caméra est embarquée sur une locomotive (montants de fer de l’abri de conduite par exemple). La caméra semble voler dans les airs, comme on peut imaginer qu’un être immatériel se déplace en lévitation. Cette image est frappante et aux États-Unis, elle frappe l’imagination d’un certain George Hale qui créera, après en avoir déposé l’idée, les Hale’s Tours and Scenes of the World (les Circuits Hale & des images du monde), mais on peut remarquer que le nom de l’inventeur forme une paronomase avec le mot Enfers (Hale, Hell), qui sous-entend l’appellation : « Circuits des Enfers »[4].

- George Albert Smith coupe ce plan en deux, et intercale entre les deux tronçons un plan tourné dans son studio, qui est la scène du baiser interprété par son épouse et lui-même (le détail de leur relation conjugale est important, la comédienne est donnée pour être Mme Smith, ce qui rend ce baiser plus convenable). La fenêtre du compartiment s’ouvre sur du noir, ce qui est normal puisque le train est dans le tunnel, et ne donne ainsi aucun souci technique au réalisateur qui n’a pas besoin de résoudre le problème épineux de faire apparaître par cette fenêtre un paysage en mouvement.

Ce film dure une minute. À l’époque, la notion de court-métrage n’existe pas, tous les films font environ une minute. Il s’agit donc d’un film complet. On assiste à la séduction de la voyageuse, un baiser d’abord, puis le séducteur se rassied, écrasant par mégarde son chapeau, se relève pour un second baiser, puis revient à sa place et se replonge dans la lecture de son journal. Juste à temps avant que le train ne sorte du tunnel. Le succès est immédiat, le sujet léger et son habile mélange avec le Phantom train ride font que ce film plaît. Il est immédiatement copié par James Bamforth, qui vend des photos sur verre et des cartes postales à Brighton, mais avec beaucoup moins de talent, la phase de séduction est absente et le couple semble se connaître depuis longtemps. Dans ce dernier film, le train ne sort pas du tunnel, il arrive plus banalement dans une gare. Mais en revanche, de même qu’il n’y a aucune scène de séduction, l’entrée du train dans le tunnel est aussi directe, vue de l’extérieur, un ancêtre du plan final de La Mort aux trousses, d’Alfred Hitchcock.
En 1901, c’est au tour du réalisateur français Ferdinand Zecca, très attentif à chaque sortie d’un film de G. A. Smith, de faire Une Idylle sous un tunnel, comme il a déjà fait un Arroseur arrosé, d’après Louis Lumière.

### La Loupe de grand-maman(1900)
Les principaux apports au langage du cinéma naissant, que l’on doit à George Albert Smith, apparaissent en 1900 avec La Loupe de grand-maman (Grandma’s Reading Glass), et avant, dans une moindre mesure, avec Ce qu'on voit dans un télescope (As Seen Through a Telescope), parfois nommé en français L’Astronome indiscret.
G. A. Smith systématise ce qu’il a éprouvé avec Le Baiser dans un tunnel, c’est-à-dire le découpage d’une même scène en plusieurs plans. Dans Ce qu’on voit dans un télescope, il intercale à l’intérieur d’un plan large un gros plan destiné à expliquer l’action. Les cinéastes de l’École de Brighton nommaient un gros plan a magnificent view, « une vue agrandie », c’est-à-dire magnifiée. L’argument de Ce qu’on voit dans un télescope est très simple :
Un vieil homme indiscret plante son tabouret en pleine rue pour braquer sa longue-vue sur les passants, et plus exactement sur une jeune femme qu’un bel homme aide à poser ses pieds sur les pédales d’une bicyclette. Le galant en profite pour lui palper le mollet. Ce moment précis est filmé en gros plan, cerclé en noir comme s’il était vu à travers le télescope. Là encore, ce geste caressant, projeté sur grand écran, est connoté libertinage à cette époque. Et si le spectateur du film est choqué et réclame une sanction, il l’obtient aussitôt, mais en punition du véritable fautif : le voyeur, que le galant, d’un habile croc-en-jambe, fait tomber de son siège. En attendant, grâce à cet indiscret, le spectateur a pu partager en toute innocence le voyeurisme du vieillard.

« George Albert Smith a compris que le plan est l’unité créatrice du film. Il n’est pas seulement “une image”, il est l’outil qui permet de créer le temps et l’espace imaginaires du récit filmique, au moyen de coupures dans l’espace et dans le temps chaque fois que l’on crée un nouveau plan que l’on ajoute au précédent. »

Dans La Loupe de grand-maman, G. A. Smith pousse sa découverte plus loin en construisant son récit avec 10 plans montés. 5 plans assurent la continuité de la scène au montage, car ils sont issus du même plan tourné, cadré en plan américain (coupé à mi-cuisses), où l’on voit une grand-mère, penchée sur un travail de broderie, avec à ses côtés son petit-fils qui se sert de la loupe de son aïeule pour observer les objets qui l’entourent. Intercalés entre chaque tronçon de ce plan, cinq autres montrent ce que voit l’enfant : une coupure de journal (en début de film), le mécanisme d’une montre ouverte, un oiseau dans une cage, en très-gros plan l’œil riboulant de la grand-mère, et enfin un chaton dans son panier. « Pour ce faire, il déplace à chaque fois la caméra, filmant chacun des détails selon un axe et un cadrage spécifiques. »
L’historien Georges Sadoul en conclut très justement : 

« Cette alternance du gros plan et des plans généraux dans une même scène est le principe du découpage. Par là, Smith crée le premier véritable montage. »

Mais l’apport de George Albert Smith est encore plus impressionnant, quand on prend conscience que son film est basé sur le plan subjectif, « un plan où la caméra remplace le regard d’un personnage et montre ce qu’il voit, ce qui fait d’elle une caméra subjective. Le spectateur, par la grâce de cette caméra subjective, emprunte ainsi le regard du personnage et s’identifie provisoirement à lui. Dans le film fondateur de George Albert Smith, les plans où le jeune garçon observe à travers la loupe sont tous des plans subjectifs ».

### La Mésaventure de Mary Jane(1903)
La Mésaventure de Mary Jane est un film lui aussi novateur. Inaugurant le nouveau studio de G. A. Smith, il est entièrement tourné devant des décors. Pourtant, « les réalisateurs britanniques, formés par le plein air, lui restent le plus souvent fidèles, même pour les films à trucs ». Allumer une cuisinière en y versant un bidon entier de paraffine, c’est ce qu’imagine une servante, Mary Jane, qui, dans l’explosion qui suit, va perdre la vie et se désagréger dans les airs. Une famille, venue méditer sur sa tombe, voit son fantôme se lever du tertre pour aller récupérer un objet que le fossoyeur n’a pas trouvé bon de mettre en terre : son cher bidon de paraffine. 
Pour ce film, « George Albert Smith crée ce qu’on appelle en français une séquence, du latin sequentia, suite, c’est-à-dire une suite de plans décrivant une action qui se déroule en un lieu unique et dans un même temps. Les séquences qui se rapportent à la même action mais qui sont tournées en plusieurs lieux et en plusieurs temps forment, elles, une scène, qui n’a bien sûr rien à voir avec son homonyme au théâtre. »
Ainsi, dans La Mésaventure de Mary Jane, George Albert Smith fabrique deux scènes : 
1. la dernière matinée de Mary Jane dans sa cuisine, qui se termine par l’explosion mortelle et l’expulsion du corps de la malheureuse servante par la cheminée et la retombée de ses restes sur les toits,
2. la visite de sa tombe par une famille et l’apparition de son fantôme.

Ces deux scènes sont composées de trois séquences car elles se déroulent en trois lieux : 
1. la cuisine, où Mary Jane provoque l’explosion fatale,
2. la cheminée sur le toit, d’où jaillissent les restes démembrés de Mary Jane,
3. le cimetière, avec l’apparition fantomatique de Mary Jane[9] qui fait s’enfuir les visiteurs.

Les trois séquences racontent une seule histoire, et leur continuité est parfaite, un « volet » (procédé de liaison entre deux plans, quand le premier est chassé ou effacé par l’apparition du second) permet de comprendre l’ellipse, à la fois temporelle et spatiale, qui existe tout de suite après la mort de Mary Jane, et avant le passage des visiteurs devant sa tombe.

## Le Kinémacolor
En 1904, George Albert Smith perd la gestion du Parc floral de Hove, et pour marquer son désaccord, s’éloigne de la ville pour s’établir à 5 km, à Southwick. Charles Urban lui propose de reprendre le projet de cinéma en couleurs qu’avait commencé le chercheur Edward Raymond Turner, soutenu financièrement par un certain Frederick Marshall Lee, puis par Charles Urban lui-même, et qui était mort un an auparavant. Ce procédé complexe à trois objectifs munis de trois filtres, prenant à la suite trois photogrammes différents, apparaît très vite à G. A. Smith comme étant sans avenir, à juste titre. Le réalisateur se prend au jeu de l’invention et développe en une demi-douzaine d’années un autre procédé, inspiré de l’original, mais plus simple, dont le premier film commercial, Un rêve en couleur date de 1911. Ce procédé, le Kinémacolor (Kinemacolor), pour lequel G. A. Smith reçoit une Médaille d’argent de la Société royale des arts (Royal Society of Arts) nécessite une caméra et un appareil de projection spécifiques. Les films paraissent bien en couleur, mais les inconvénients du Kinémacolor sont multiples : le bleu et le blanc sont peu ou mal rendus, les couleurs sont un peu pâteuses. Et surtout, le procédé nécessite l’investissement d’un équipement qui fonctionne exclusivement pour le Kinémacolor. De plus, afin que le passage alterné, d’une image filtrée en bleu-vert à l’image suivante filtrée en rouge-orangé, ne provoque pas un clignotement désagréable à l’œil, la vitesse de prise de vues et de projection est portée à 32 images par seconde et se révèle gourmande en pellicule.
Mais c’est un coup venu d’un habitant de Brighton même qui va interrompre la carrière de George Albert Smith. Un inventeur du nom de William Friese-Greene qui, déjà en 1891, clamait qu’il avait réalisé des films avant William Kennedy Laurie Dickson, l’assistant de Thomas Edison et le premier réalisateur de films de l’histoire, travaille à l’époque sur un procédé semblable au Kinémacolor, le Biocolour. Bien que William Friese-Greene ne soit pas un concurrent dangereux sur le plan financier, Charles Urban lui fait savoir qu’il attaquera en justice son procédé pour contrefaçon du Kinémacolor s’il prétend le commercialiser.
Friese-Greene fait appel, arguant que le brevet déposé par Charles Urban est vague et incomplet et qu’il ne peut être opposé à tout autre procédé. Il demande son invalidation et l’obtient en appel auprès de la Chambre des lords en 1914. Sa victoire est vaine, son procédé Biocolour ne convaincra jamais personne, alors que le procédé de G. A. Smith permettra le tournage en couleur de quelque deux-cent cinquante films courts.
Sans doute ulcéré par la démarche de William Friese-Greene, George Albert Smith décide alors de se retirer de la production et de la réalisation. De toute façon, son procédé aurait été obsolète dès l’apparition du Technicolor américain pendant la guerre, dont la première version, bi-chrome, ressemblait pourtant étrangement au Kinémacolor.

## Dernières années
Après la guerre, George Albert Smith se consacre à l’observation des étoiles et devient même sociétaire de l’Académie royale d’astronomie (Royal Astronomical Society). Un peu comme son ami Georges Méliès, il est redécouvert tardivement par le milieu du cinéma britannique à la fin des années 1940 et il est fait sociétaire de l’Académie du film britannique (British Film Academy) en 1955, quatre ans avant sa mort, à l’âge de 95 ans.

## Filmographie

### Comme réalisateur
- 1897 : Weary Willie
- 1897 : Tipsy-Topsy-Turvy
- 1897 : The Sign Writer
- 1897 : Nursing the Baby
- 1897 : Making Sausages
- 1897 : The Maid in the Garden
- 1897 : The Haunted Castle
- 1897 : Hanging Out the Clothes
- 1897 : Gymnastics - Indian Club Performer
- 1897 : Comic Shaving
- 1897 : Comic Face
- 1897 : Children Paddling at the Seaside
- 1897 : The X-Ray Fiend
- 1898 : Vagues et Embruns (Waves and Spray)
- 1898 : The Runaway Knock
- 1898 : A Practical Joke
- 1898 : The Policeman, the Cook and the Copper
- 1898 : Photographing a Ghost
- 1898 : Le Meunier et le Ramoneur (The Miller and the Sweep)
- 1898 : Le Mesmerien (The Mesmerist)
- 1898 : La Femme Barbière (The Lady Barber)
- 1898 : Faust and Mephistopheles
- 1898 : Les Frères corses (The Corsican Brothers)
- 1898 : Cendrillon (Cinderella)
- 1898 : Animated Clown Portrait
- 1898 : Ally Sloper
- 1898 : Saint-Nicolas (Santa Claus)
- 1899 : The Legacy
- 1899 : Le Baiser dans un tunnel (The Kiss in the Tunnel)
- 1899 : A Good Joke
- 1899 : Aladdin and the Wonderful Lamp
- 1900 : The Two Old Sports
- 1900 : Two Grinning Yokels
- 1900 : Letty Limelight in Her Lair
- 1900 : Laissez-moi rêver encore (Let Me Dream Again)
- 1900 : A Jolly Old Couple
- 1900 : An Incident on Brighton Pier
- 1900 : The Old maid's valentine
- 1900 : The House that Jack Built
- 1900 : The Conjurer
- 1900 : Scandale au-dessus d'une Tasse de Thé (Scandal Over the Teacups)
- 1900 : Grand-maman Enfilant une Aiguille (Grandma Threading Her Needle)
- 1900 : Ce qu'on voit dans un télescope (As Seen Through a Telescope)
- 1900 : La Loupe de grand-maman (Grandma's Reading Glass)
- 1900 : Spiders on a Web
- 1901 : Whiskey Versus Bullets
- 1901 : The Death of Poor Joe
- 1901 : Photograph from an Area Window
- 1901 : The Monocle: Me and Joe Chamberlain
- 1901 : The Little Doctors
- 1901 : The Little Doctor and the Sick Kitten
- 1901 : The Last Glass of the Two Old Sports
- 1901 : The Kitten Nursery
- 1901 : Une Bonne Histoire (A Good Story)
- 1901 : The Bill Poster's Revenge
- 1901 : The Inexhaustible Cab
- 1902 : Deux Vieux Beaux au Music-Hall (The Two Old Sports at the Music Hall)
- 1902 : Too Much of a Good Thing
- 1902 : Oh That Collar Button!
- 1902 : Les Contes de ma mère l'Oye (Mother Goose Nursery Rhymes)
- 1902 : The Cakewalk
- 1902 : The Comedian and the Flypaper
- 1902 : Grandma Threading Her Needle
- 1903 : Le Chaton malade (Sick Kitten)
- 1903 : Dorothy's Dream
- 1903 : La Mésaventure de Mary Jane (Mary Jane's Mishap)
- 1903 : Pa's Comment on the Morning News
- 1903 : The Monk in the Monastery Wine Cellar
- 1903 : After Dark; or, the Policeman and His Lantern
- 1904 : The Baby and the Ape
- 1908 : A Visit to the Seaside
- 1909 : Natural Colour Portraiture
- 1909 : Kinemacolor Puzzle

### Comme producteur
- 1897 : The Haunted Castle
- 1897 : The X-Ray Fiend
- 1898 : Vagues et embruns (Waves and Spray)
- 1898 : Photographing a Ghost
- 1898 : Le Meunier et le Ramoneur (The Miller and the Sweep)
- 1898 : Faust and Mephistopheles
- 1898 : Les Frères corses (The Corsican Brothers)
- 1899 : Saint-Nicolas (Santa Claus)'
- 1899 : The Legacy
- 1899 : The Kiss in the Tunnel
- 1899 : Aladdin and the Wonderful Lamp
- 1900 : Laissez-moi rêver encore (Let Me Dream Again)
- 1900 : The House that Jack Built
- 1900 : Ce qu'on voit dans un télescope (As Seen Through a Telescope)
- 1900 : La Loupe de grand-maman (Grandma's Reading Glass)
- 1902 : Deux Vieux Beaux au Music-Hall (The Two Old Sports at the Music Hall)
- 1902 : Les Contes de ma mère l'Oye (Mother Goose Nursery Rhymes)
- 1903 : Sick Kitten
- 1903 : Dorothy's Dream
- 1903 : La Mésaventure de Mary Jane (Mary Jane's Mishap)
- 1908 : A Visit to the Seaside
- 1909 : Kinemacolor Puzzle
- 1935 : The Right Age to Marry
- 1935 : Old Faithful
- 1936 : Twice Branded
- 1936 : A Touch of the Moon
- 1936 : To Catch a Thief
- 1936 : The Shadow of Mike Emerald
- 1936 : Prison Breaker
- 1936 : Nothing Like Publicity
- 1936 : Not So Dusty
- 1937 : Strange Adventures of Mr. Smith
- 1937 : The Heirloom Mystery
- 1937 : Fifty-Shilling Boxer
- 1937 : Father Steps Out
- 1937 : Busman's Holiday
- 1937 : All That Glitters
- 1938 : Why Pick on Me?
- 1938 : Romance à la carte
- 1938 : Racing Romance
- 1938 : Merely Mr. Hawkins
- 1938 : His Lordship Regrets
- 1938 : Easy Riches
- 1938 : Weddings Are Wonderful

### Comme directeur de la photographie
- 1899 : Le Baiser dans un tunnel (The Kiss in the tunnel)
- 1900 : Ce qu'on voit dans un télescope (As Seen Through a Telescope)

### Comme scénariste
- 1909 : Natural Colour Portraiture

### Comme acteur
- 1899 : Le Baiser dans un tunnel (The Kiss in the tunnel)